# George R. Price
George Robert Price (6. října 1922, New York, Spojené státy americké – 6. ledna 1975, Londýn, Spojené království) byl americký vědec, který se proslavil svými objevy na poli evoluční biologie a populační genetiky.
Price byl původně fyzikálním chemikem, vysokoškolské vzdělání získal na Chicagské univerzitě. Během své bohaté a různorodé kariéry pracoval mimo jiné na Projektu Manhattan, vyvíjel sálové počítače pro americkou technologickou společnost IBM a dělal také vědeckého novináře. V roce 1967 přesídlil do Londýna, kde začal pracovat v Galtonově laboratoři. Během této doby jsou mu připisovány tři významné příspěvky do oboru evoluční biologie:
1. odvodil Priceovu rovnici, jež velmi jednoduše a velmi obecně vystihuje evoluční změnu. Priceova rovnice poskytuje formální základ několika témat evoluční biologie a uplatnila se i v jiných vědních disciplínách;
2. společně s Johnem Maynardem Smithem představil koncept evolučně stabilních strategií, ústředního pojmu evoluční teorie her;[2]
3. dokázal Fisherův fundamentální teorém přírodního výběru.[3]

V posledních letech svého života se stal silně věřícím křesťanem a až fanatickým altruistou, a to v důsledku toho, že tématu rozvoje altruismu z evolučního hlediska se týkaly i jeho vědecké práce. Price se u sebe rozhodl ubytovat velké množství lidí bez domova, a dokonce i on se stal později bezdomovcem. Jeho psychické stavy zhoršovalo onemocnění štítné žlázy. V roce 1975 spáchal sebevraždu.